# Vorden
Vorden (Nedersaksisch: Vodden) is een dorp in de gemeente Bronckhorst in de Nederlandse provincie Gelderland. Het ligt ongeveer 10 km ten zuidoosten van Zutphen. In 2023 telde het dorp 7.235 inwoners.
Vorden wordt doorsneden door de weg van Zutphen naar Ruurlo (N319) en door de Baakse beek (ter plaatse ook wel Vordense beek genoemd), die naar de IJssel stroomt. Vorden ligt aan de in 1878 geopende spoorlijn Zutphen - Winterswijk en heeft een station centraal gelegen aan de Stationsweg.

## Geschiedenis en architectuur
In de middeleeuwen ontstond Vorden op een aan de "Vordensche" beek gelegen dekzandgebied, vlak bij huis Vorden (zie onder). Het dorp dankt zijn naam vermoedelijk aan het woord 'voorde', dat doorwaadbare plaats betekent. Het werd in 1235 een zelfstandige parochie. Tot 2005 was Vorden een zelfstandige gemeente, maar ten gevolge van een gemeentelijke herindeling werd Vorden op 1 januari van dat jaar samengevoegd met de buurgemeenten Hummelo en Keppel, Steenderen, Hengelo en Zelhem tot de gemeente Bronckhorst. Andere kernen in de voormalige gemeente waren Delden, Kranenburg, Linde, Medler, Mossel, Veldwijk, Vierakker, Wichmond, Wientjesvoort en Wildenborch.
In de plaats is zowel een hervormde kerk (Dorpskerk) als een rooms-katholieke kerk (Christus Koningkerk) aanwezig.

## Kastelendorp
Vorden is bekend omdat het acht kastelen telt, waarmee het een van de meest kastelen-rijke dorpen van Nederland is. Huis Vorden staat aan de rand van het dorp, de andere zeven staan er in een kring omheen.
1. Huis Vorden werd voor het eerst vermeld in 1315. In 1580, tijdens de Tachtigjarige Oorlog, werd het geplunderd en dertig jaar later hersteld. In 1976 werd het gerestaureerd en fungeerde het als gemeentehuis. In 2004 heeft de gemeente Vorden het kasteel verkocht aan een particulier. Sindsdien wordt het kasteel gebruikt als huwelijkslocatie.
2. Kasteel Hackfort werd voor het eerst genoemd in 1324. Na gedeeltelijk verwoest te zijn door een brand in 1586, tijdens de Tachtigjarige Oorlog, werd het herbouwd. De huidige voorgevel in Lodewijk XVI-stijl kreeg het in 1788. Anno 2022 is het opgedeeld in appartementen.
3. Den Bramel. Van de voor het eerst in 1396 vermelde versie en die uit ongeveer 1645 resteert weinig meer; het huidige gebouw dateert grotendeels uit de periode 1720-1726.
4. De Kieftskamp, in Lodewijk XV-stijl, werd in 1776 opgetrokken. In 1920 en 1930 werd het uitgebreid.
5. De Wildenborch is een voormalige havezate, voor het eerst in 1372 genoemd. Na verwoesting in 1490 werd het herbouwd tussen 1523 en 1533. In de 17e eeuw werd het grotendeels gesloopt. De overblijvende poorttoren werd onderdeel van een in 1782 gebouwd nieuw landhuis. De zoon van de opdrachtgevers was de dichter Anthony Staring, die er van 1791 tot 1840 woonde. De verbouwing van 1847 werd in 1931 ongedaan gemaakt.
6. De Wiersse, voor het eerst genoemd in 1288. Inmiddels vervallen werd het in 1681 herbouwd. In de 18e eeuw en in 1925 onderging het verbouwingen.
7. Onstein, in Lodewijk XIV-stijl, werd gebouwd in 1711 op een plek waar voorheen een herenhuis uit 1613 had gestaan. Het kasteel is in bezit van Hans Melchers.
8. Het Medler is een uit de 17e eeuw daterend herenhuis, dat later nog meermalen werd verbouwd.

Het Enzerinck is een in 1835-1836 gebouwd neoclassicistisch landhuis. Het uit 1850 daterende Wientjesvoort heeft dezelfde stijl.

## Het negende kasteel
De Vordense fietsenmaker Herman Emsbroek bouwde voor en vooral na de oorlog zijn zaak uit tot een fabriek met op het hoogtepunt 250 man personeel. De merknaam was Empo en als tegenhanger van Piet Pelle, van de concurrent Gazelle, introduceerde Emsbroek het jongetje Empie.  In het boekje "Het negende kasteel" , dat kinderen bij hun Empofietsje cadeau kregen, ging Empie een fietstocht maken langs de acht Vordense kastelen. Maar toen ontdekte hij, verscholen in de bossen, nog een negende kasteel. En natuurlijk was het er niet pluis...

## Fotogalerij

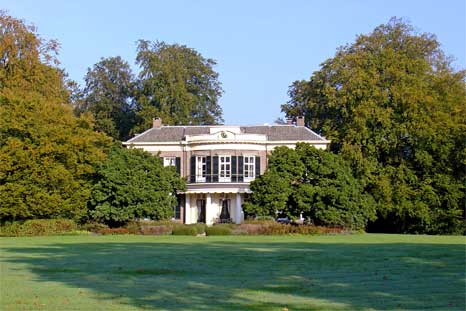
Huize "Het Enzerinck" te Vorden
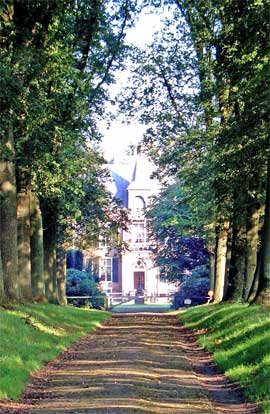
Kasteel Den Bramel te Vorden
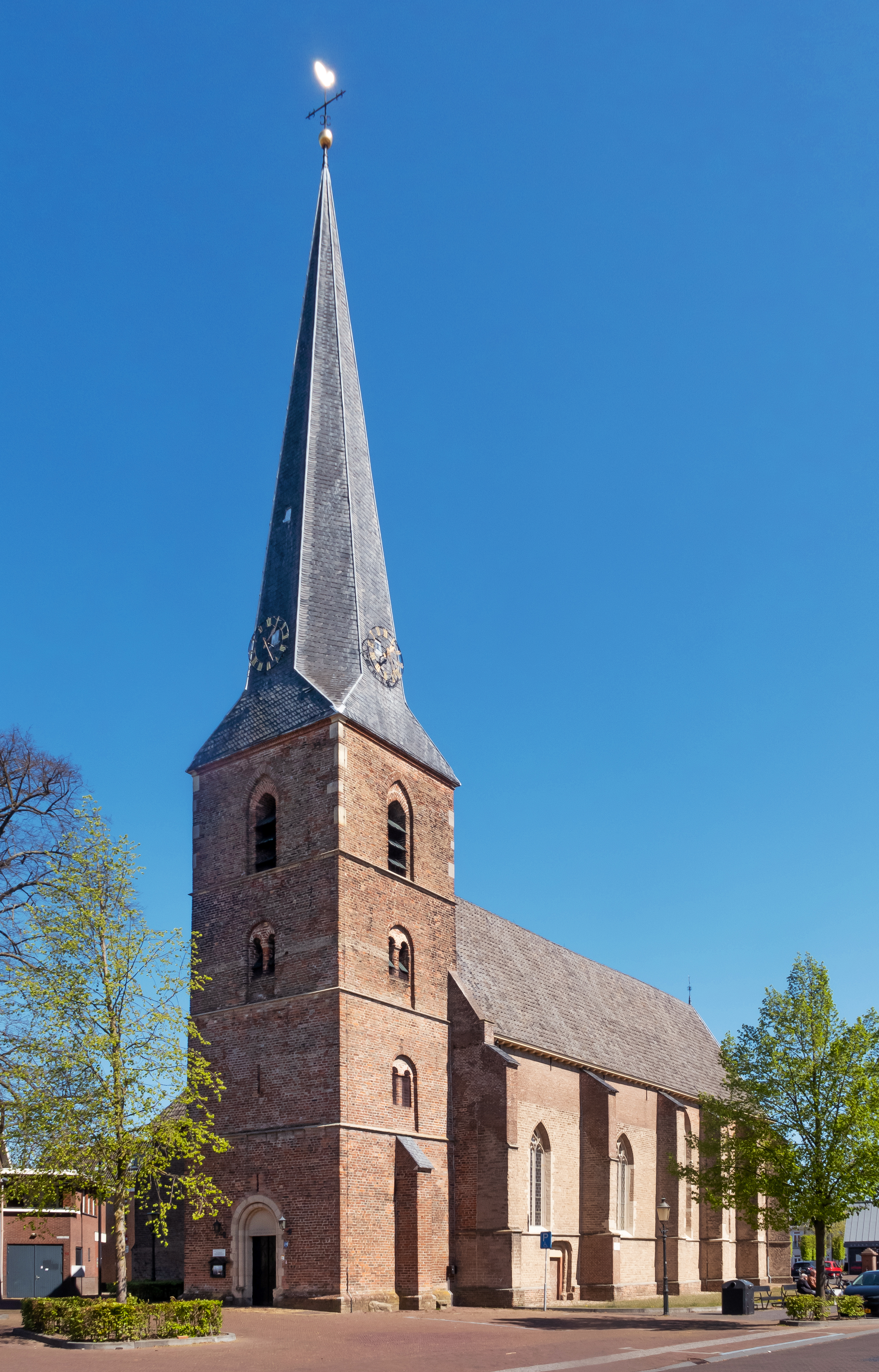
Antoniuskerk in Vorden
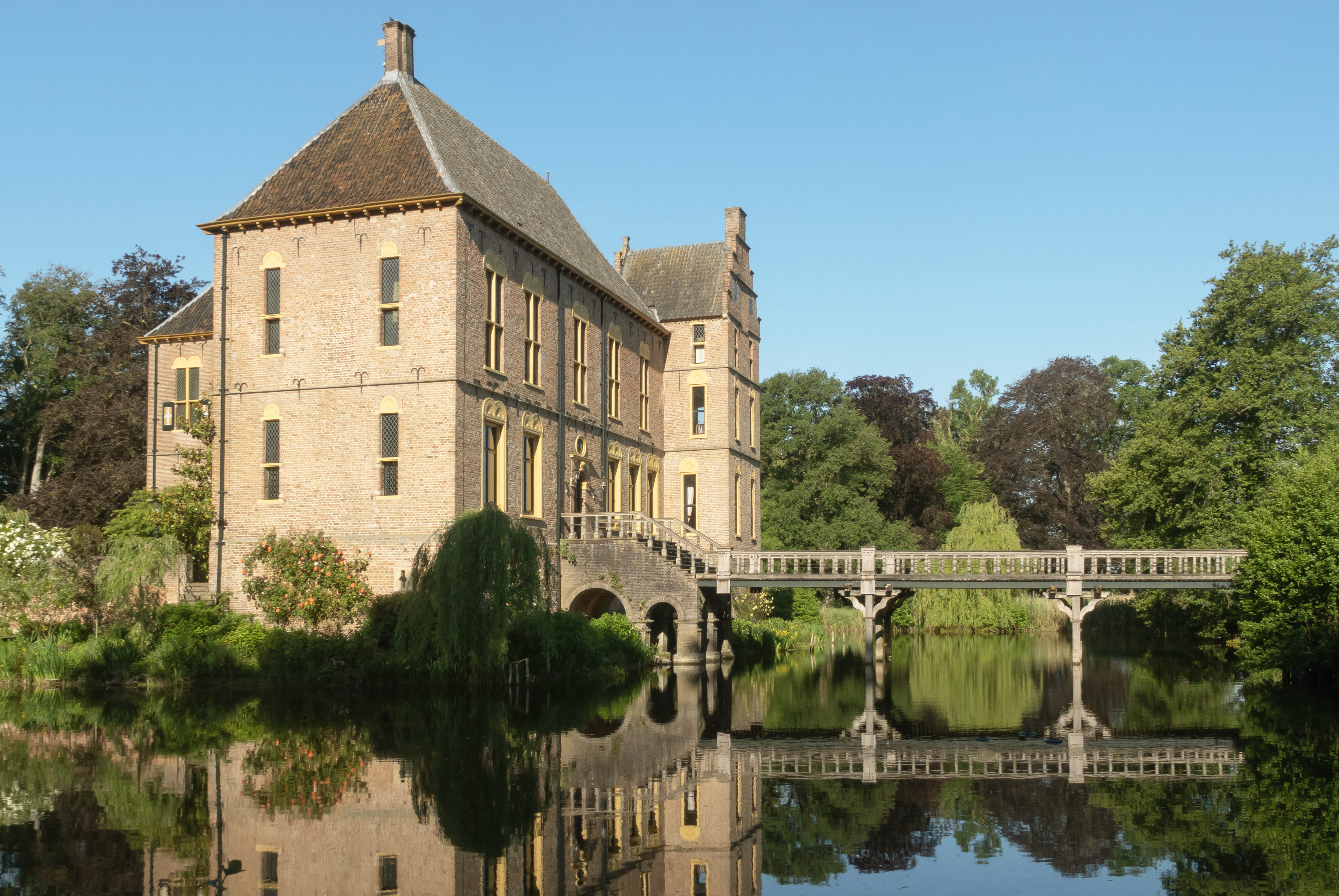
Kasteel Vorden in de zomer
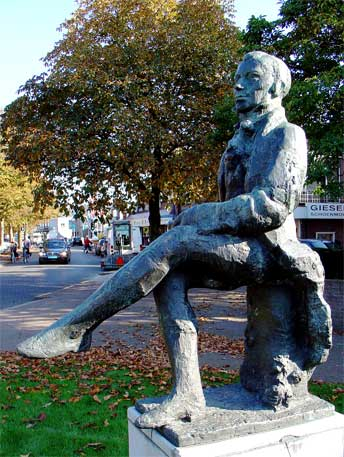
Beeld van de dichter A.C.W. Staring door Frank Letterie
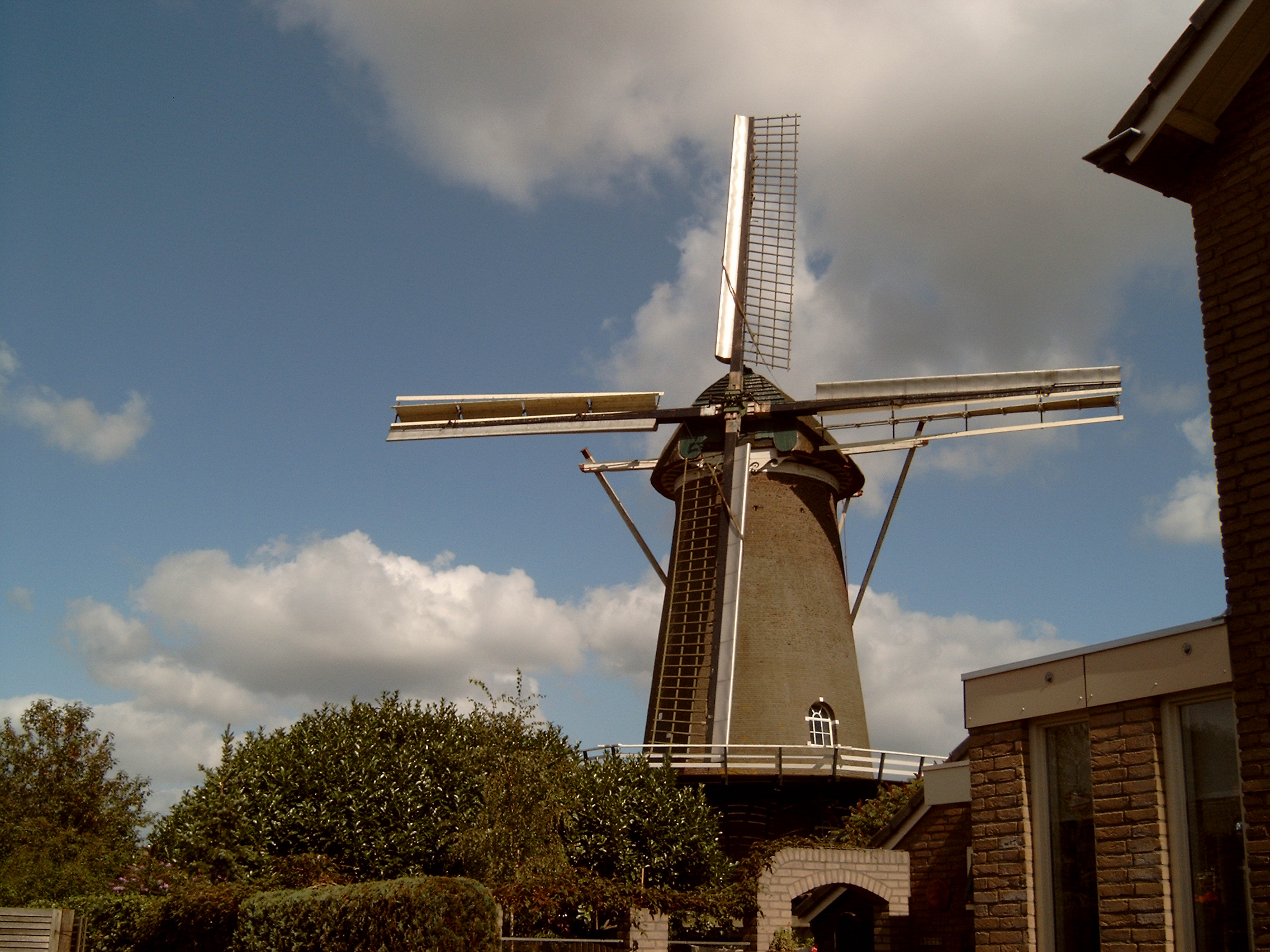
Hackforter Molen te Vorden
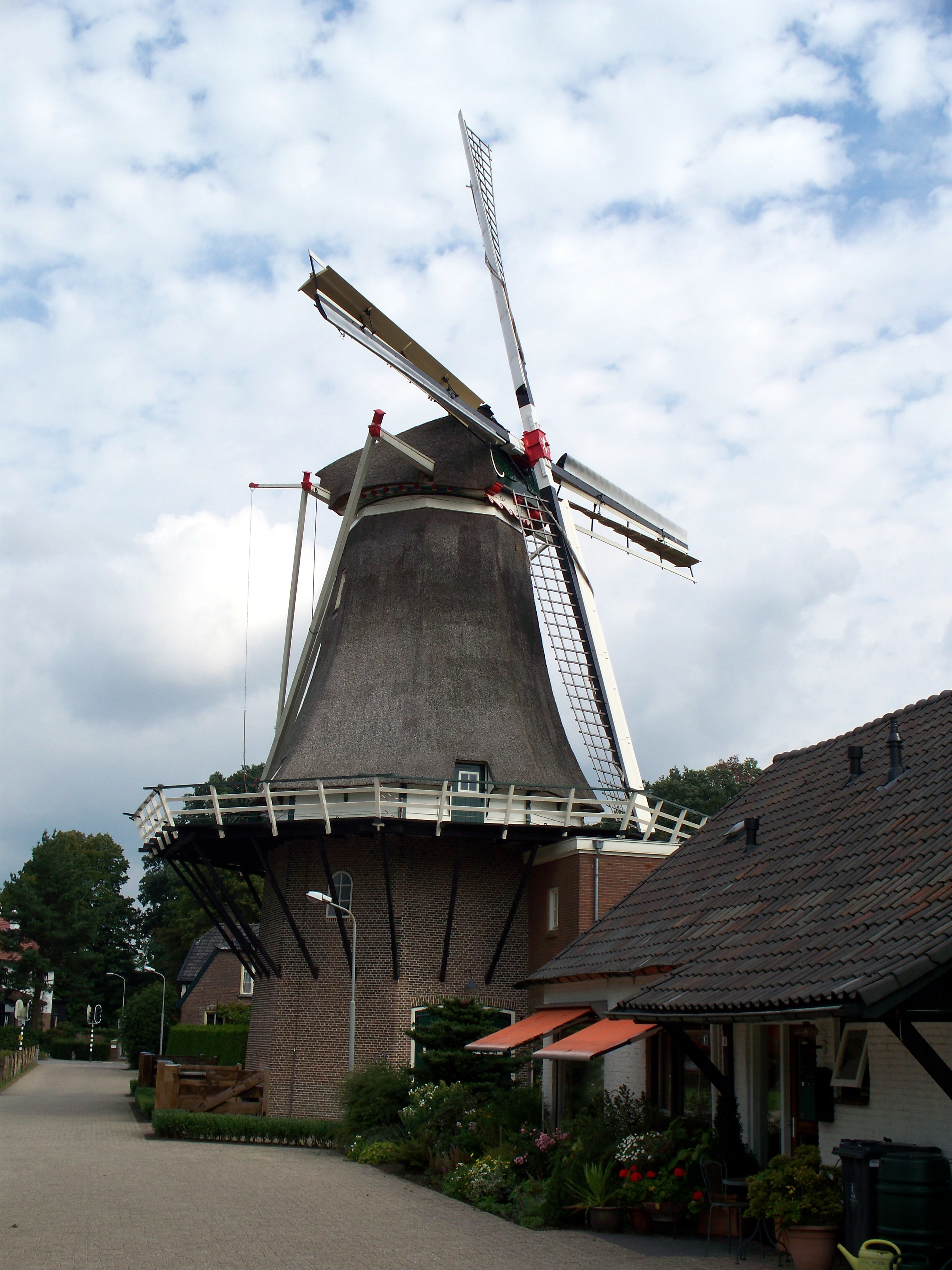
Molen De Hoop te Vorden
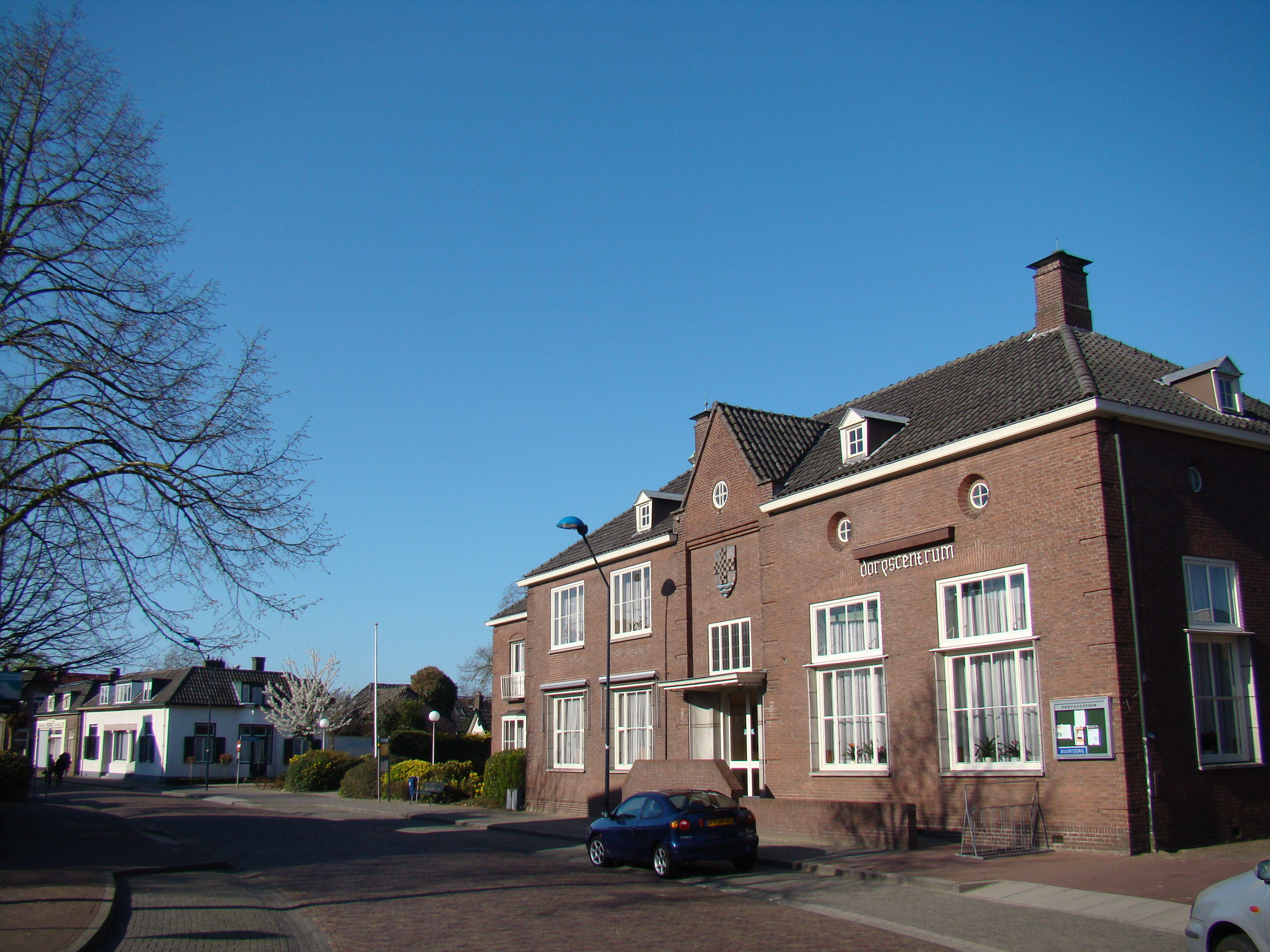
Dorpscentrum te Vorden
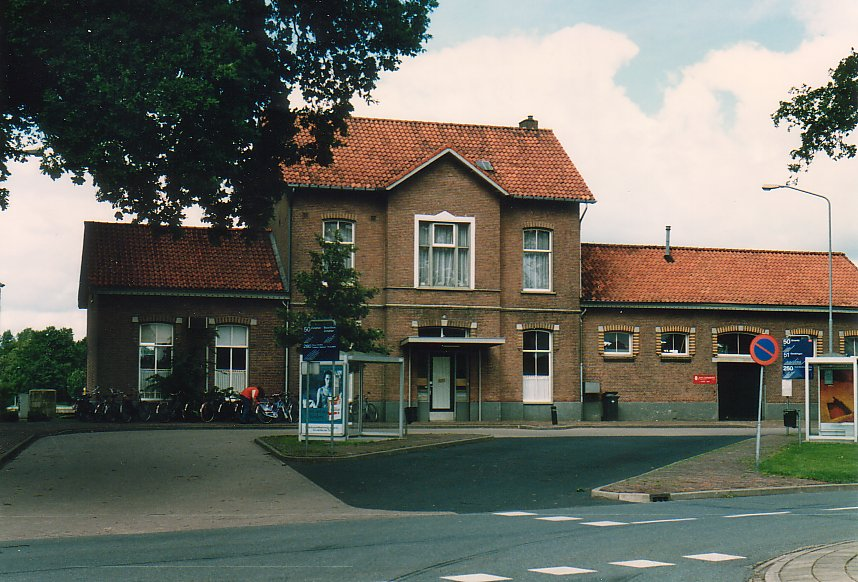
Station Vorden

## Monumenten
- Lijst van rijksmonumenten in Vorden
- Lijst van gemeentelijke monumenten in Vorden

## Voorzieningen

### Winkelen
Het grootste gedeelte van de winkels is te vinden aan de Dorpsstraat, Zutphenseweg, Burgemeester Galleestraat en de Raadhuisstraat. 

### Weekmarkt
Wekelijks vindt er op vrijdagochtend een markt plaats in het centrum van Vorden, rondom de N.H. Kerk.

### Scholen
Vorden heeft vier basisscholen: de Dorpsschool (openbaar), de Hoge Voorde (oecumenisch), de Kraanvogel (buurtschap Kranenburg) en sinds 2014 de Hofakker voor onderwijs op antroposofische basis. Daarnaast heeft Vorden nog de middelbare school het Kompaan college(vmbo/mavo); deze is onderdeel van Achterhoek VO in Zutphen

## Fiets- en wandelroutes
- De achtkastelenroute is in totaal 33 kilometer lang en voert langs de kastelen van Vorden.
- De Berendroute, een fietstocht van zo'n 20 kilometer rondom Vorden.
- Door Vorden loopt het Pieterpad. De route voert van Pieterburen aan de Groningse Waddenkust naar de Sint-Pietersberg bij Maastricht.
- Het Trekvogelpad kruist het Pieterpad in Vorden bij kasteel Vorden en loopt van Bergen aan Zee naar Enschede.

## Evenementen
Specifiek lokale evenementen in Vorden zijn NK Skeeler marathon, Achtkastelenloop, de kunstzondagen en de kerstmarkt.

### Wim Kuijpertoernooi
Tussen 1990 en 2015 vond in Vorden het Wim Kuijpertoernooi plaats op de sportvelden van voetbalvereniging vv Vorden. Het Wim Kuijpertoernooi was een internationaal voetbaltoernooi voor D pupillen. Voorbeelden van teams die (bijna) jaarlijks deelnamen aan het toernooi waren Feyenoord, PSV, Bayer 04 Leverkusen, Dynamo Moskou en Everton FC.

## Verenigingen
- Muziek: Vorden kent een muziekvereniging (Harmonie vorden) die ontstaan is uit een fusie van twee corpsen (Sursum Corda en Concordia) en een mannenkoor (Vordens mannenkoor)
- Sport: touwtrekvereniging Vorden, voetbalvereniging VV Vorden, volleybalvereniging DASH, tennisvereniging VTP, badmintonvereniging Flash, twee fitnessscholen, auto en motorclub VAMC
- Dieren: vogelvereniging De Vogelvriend, pluimvee- en konijnenvereniging PKV Vorden en hengelsportvereniging De Snoekbaars
- Jeugd: scouting David G. Alford Vorden
- Evenementen: Stichting VOEST (Vordense Evenementen Stichting).

## Varia
In 1976 droeg Vorden het predicaat "Parel van Gelderland", een jaarlijkse verkiezing onder Gelderse gemeenten.

## Bekende personen woonachtig (geweest) in Vorden
- Generaal-majoor J.C.C. Tonnet, militair
- Ria Aartsen-den Harder, politica
- Thijs van Amerongen, wielrenner
- Anton Eduard van Arkel, burgemeester
- Joop Boerstoel, musicus, dirigent
- Maurits Anton Brants (1853-1929), bioloog, bestuurder en politicus
- Bernardus Bueninck, kunstenaar
- Marlies Claasen, presentatrice en zangeres
- Jan Dagevos, mede-oprichter Purper en huisarts
- Johannes Hermanus Gallée, burgemeester
- Johan Hendrik Gallée, hoogleraar in de Oud-Germaanse en Vergelijkende Taalstudie
- Pieter Gerrit Gallée, burgemeester
- Willem Lodewijk Adolf Gericke, minister van Marine
- Isaäc Groneman, arts, verloskundige, Indonesiëkundige
- Berend van Hackfort, edelman en legeraanvoerder van het hertogdom Gelre tijdens de strijd tegen keizer Karel V
- Alexander van der Heyden van Doornenburg, burgemeester en militair
- Tim Hinterding, beeldend kunstenaar
- Peter Hoefnagels, hoogleraar en politicus
- Jacques de Jong, ondernemer en politicus
- Eric Kamerling, burgemeester en politicus
- Johan Krajenbrink, dammer
- Frank Letterie, beeldhouwer
- Martine Letterie, kinderboekenschrijfster
- Fons Lichtenberg (1942-2021), burgemeester
- Harrie Lichtenberg (1936-2023), politicus
- Teunis Lodder (1888-1935), politicus
- Pierre Mathieu (1943-2014), volleybalbondscoach
- Hans Melchers (1938-2023), zakenman, miljonair
- Durk van der Mei (1924-2018), politicus
- Antoine Peters, modeontwerper
- Erwin Plekkenpol, enduro-rijder (Nederlands Kampioen)
- Folkert Posthuma, landbouwkundige, minister en nazi-collaborateur
- Adolph Hendrik Ripperda, lid van het ridderschap van Zutphen, heer van Beurse en drost van de heerlijkheid Bredevoort
- Riek Schagen, actrice (Saartje uit Swiebertje)
- Anthony Staring, dichter
- Bertram Storm van 's Gravesande, burgemeester van Bleiswijk en Wassenaar
- Annemiek van Vleuten, wielrenster
- Hendrik III van Wisch, ambtsman in de Liemers en zoon van Hendrik II van Wisch

## Overleden
- E.J.R. Van Grotenhuis van Onstein (1775-1847), landeigenaar en politicus
- Folkert Posthuma (1874-1943) was een landbouwkundige, minister en nazi-collaborateur, die daarom in 1943 door het verzet werd vermoord.
- Anton Eduard van Arkel (1909-1996), burgemeester, overleed in 1996.
- De bekende Amerikaanse soul-zanger Arthur Conley (1946-2003) overleed in Ruurlo en ligt begraven op de algemene begraafplaats Vorden.
- Robbert van Zinnicq Bergmann (1917-2004), oorlogsvlieger
- (Stem)acteur Ger Smit, bekend van de Fabeltjeskrant overleed in 2012 in Vorden.
- Burgemeester Oscar van den Bosch overleed in 2019.